# Cangrejeros de Santurce (baloncesto)
Los Cangrejeros de Santurce es un equipo profesional de baloncesto de Puerto Rico, del barrio de Santurce, en San Juan. Juegan en la liga Baloncesto Superior Nacional y su arena local es el Coliseo Roberto Clemente.

## Historia

### Primeros años
Fundado en 1918, el club contaba con jugadores como Teófilo Cruz y Rafael Valle. Cruz, el número 13, tuvo una carrera de 25 temporadas, siendo MVP en cuatro de ellas y liderando en la categoría de puntos por partido de la Baloncesto Superior Nacional en dos ocasiones. Era el pívot titular de la Selección de baloncesto de Puerto Rico en la época que Puerto Rico y Brasil eran las dos potencias dominantes en América, además de Selección de baloncesto de Estados Unidos. Valle, el número 5, fue uno de los mejores ala-pívot de la historia de la BSN, jugando en ocho temporadas y finalizando como MVP y líder en puntos por partido en 1956. Participó en dos ocasiones en los Juegos Olímpicos, siendo el líder en puntos en ambas ocaiones. Tras dos campeonatos y varias finales, los Cangrejeros de Santurce dejaron de participar en la temporada 1976.  

### Era Angelo Medina
En 1998, Angelo Medina adquirió los Tiburones de Aguadilla y los Capitalinos de San Juan, uniéndoles y sumando otros agentes libres (en una época en la cual no había en la BSN) para revivir a los Cangrejeros, que comenzaron a jugar en el Coliseo Roberto Clemente. Se unieron a las filas del equipo jugadores como: José Rafael Ortiz, Carlos Alberto Arroyo, Orlando Santiago y Jeffrion Aubry. Además de esos jugadores, Cangrejeros tuvo como entrenador a Julio Toro, entrenador de la selección nacional y que había ganado anteriormente un campeonato de liga. El equipo derrotó a Leones de Ponce en la final de ese año. Rolando Hourruitiner firmó con Cangrejeros en 1999, ganando los campeonatos de 1999, 2000, 2001 y 2003, siempre bajo el liderazgo de José Rafael Ortiz, Carlos Alberto Arroyo y Rolando Hourruitiner, más tarde miembros del seleccionado nacional. El último título de Cangrejeros fue en el año 2007.
En 2005, el alcalde de San Juan, Jorge Santini, determinó que Cangrejeros no podría jugar más en el Coliseo Roberto Clemente debido a que la asistencia a los partidos era baja y no valía la pena jugar ahí. Se les ofreció el Coliseo Pedrin Zorrilla, usado para jugar vóley. El alcalde de Guaynabo, Héctor O'Neil, le ofreció a Angelo Medina usar el Coliseo Mario Morales, ubicado en Guaynabo y Medina decidió dividir los partidos de local entre el Coliseo de Puerto Rico José Miguel Agrelot, recientemente abierto, y el Coliseo Mario Morales. Los juegos en el Coliseo de Puerto Rico José Miguel Agrelot promediaban una asistencia de 10 000 personas. Jorge Santini y la municipalidad de San Juan insistieron en que el Coliseo Pedrin Zorrilla sea utilizado por los Cangrejeros e incluso instaló un cartel en frente del mismo que expresaba 'Queremos que este (por el Pedrin Zorrilla) sea el pabellón de Cangrejeros'. El uso del Coliseo Mario Morales contribuyó al retorno de un equipo profesional a Guaynabo, los Conquistadores de Guaynabo.
En 2007, los Cangrejeros avanzaron a la final de la liga tras derrotar por 73 a 70 a los Cariduros de Fajardo. En este partido Robert Traylor, convirtió el primer triple-doble de la temporada con 17 puntos, 15 rebotes y 10 tapas. Este total estableció un nuevo récord en tapas en un solo juego, rompiendo el récord anterior de nueve. Con menos de un minuto restante, Orlando Santiago convirtió un tiro libre y luego robó un balón para asegurar la victoria. Los Cangrejeros llegarían a la final para enfrentar a los Capitanes de Arecibo y vencerlos en la misma serie, conquistando el título.
En 2008, Cangrejeros llegó a las semifinales del "Súper 6". Comenzaron una serie ante los Capitanes de Arecibo el 5 de junio de 2008. Vencieron en el primer juego, pero fueron derrotados en el segundo. Esto fue seguido por una serie ante Gigantes de Carolina, ganando el primer juego. Cangrejeros finalizó en la tercera posición con 25 puntos.
En la temporada 2012, Cangrejeros decidió no participar, concretándose su retorno el año siguiente para la temporada 2013. Los partidos de local los disputaría nuevamente en el Coliseo Roberto Clemente.

## Palmarés
El club ganó la BSN en 1962, 1968, 1998, 1999, 2000, 2001, 2003 y 2007, siendo en total 8 campeonatos y el cuarto equipo con más títulos. Además fueron subcampeones en 1942, 1942-1943, 1951, 1952, 1964 y 2006.

## Jugadores destacados
- Rubén Adorno - #11 Delantero - (1961 - 1972)
- Teófilo Cruz - #13 - Pívot - (1957 - 1976)
- José Rafael Ortiz - #4 - Pívot - (1998 - 2005)
- Carlos Alberto Arroyo - #7 - Base - (1998 - 2001, 2002, 2003)
- José Juan Barea - #55 - Base - (2006)
- Elías Ayuso - #10  - Escolta - (2007 - 2009)
- Ricky Sánchez - #14 - Ala Pívot - (2010 - 2011)
- Robert Traylor - #54 - Ala Pívot - (2007 - 2008
- Orlando «Guayacan» Santiago - base- (1998-2007)

### Números retirados
- 13 Teófilo Cruz
- 4 José Rafael Ortiz
- 10 Rene "Chiqui" Davila
- 7 Carlos Alberto Arroyo
- 5 Orlando «Guayacan» Santiago

## Entrenadores destacados
- Fufi Santori
- Lou Rossini
- Julio Toro
- Tony Ruiz